# Ammospiza
Ammospiza är ett fågelsläkte i familjen amerikanska sparvar inom ordningen tättingar. Släktet omfattar fyra nordamerikanska arter:
- Starrsparv (A. leconteii)
- Kustsparv (A. maritima)
- Madsparv (A. nelsoni)
- Spetsstjärtad sparv (A. caudacuta)

Tidigare placerades arterna i släktet Ammodramus, men studier visar att de inte alls är varandras närmaste släktingar.